# 伊藤友司
伊藤友司（いとう ともじ、1912年（明治45年）5月9日 - 1967年（昭和42年）8月6日）は、日本の女性宗教家。真如苑霊祖・初代苑主。
僧名は眞如。大僧正。遷化後の法号は摂受心院（しょうじゅしんいん）。夫は真如苑開祖の伊藤真乗。娘は伊藤真聰。

## 生涯
山梨県北巨摩郡高根村東井出（現：北杜市高根町）に内田家の長女として誕生。1915年12月23日、父・内田義平と死別。その後、1919年1月、母・もとよが大芝家に再嫁したので、祖母・内田きん（宝珠院）のもとで育つ。
1931年1月、甲府市の和裁学校に入学。1932年4月27日、伊藤文明（のちの真乗）と結婚。東京・立川に移住。1935年12月28日、運慶作と口伝される不動明王像を勧請。1936年1月、夫・真乗とともに寒30日の修行に入る。同年2月4日午前1時、祖母・内田きん（宝珠院）の霊能を伯母・油井玉恵を通して相承。同年2月8日、夫・真乗と共に宗教専従の道に入る。
1950年1月、真如三昧耶加行に入る。同年5月、真如三昧耶法を法畢する。1951年6月、「まこと教団」を「真如苑」と改め、苑主に就任。1963年、山梨県より紺綬褒章を受ける。1966年3月5日、醍醐寺より権大僧正の位階を贈補される。同年11月、タイ国・パクナム寺院より仏舎利を贈られたその答礼として同寺院を訪問、ついでタイ国チェンマイにおける第8回世界仏教徒会議に夫・真乗とともに日本代表として出席。
1967年6月より1ヶ月にわたり、欧州宗教交流親善使節団の副団長として欧州7ヵ国とイスラエルを訪問、バチカンでローマ教皇パウロ6世と面会。同年8月6日、関西本部において急逝し、8月8日に醍醐寺より大僧正位を追贈される。墓所は東京都府中市の多磨霊園。